# Хове, Иво ван

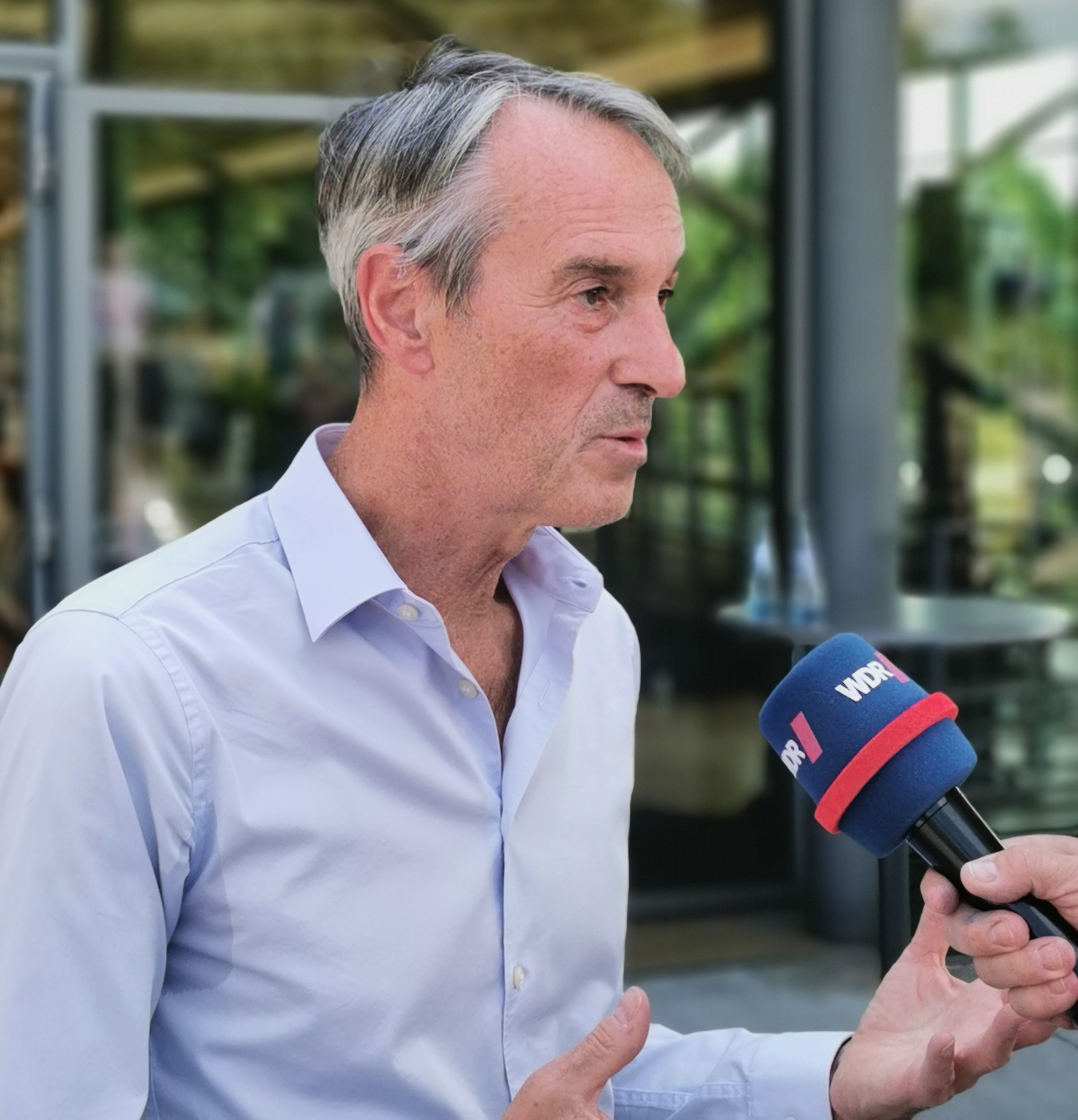
Ivo van Hove (2024)

Иво ван Хове (нидерл. Ivo van Hove; род 28 октября 1958) — бельгийский театральный режиссер, известный своими авангардными постановками, лауреат премии Лоренса Оливье и Тони.

## Ранние годы
Иво ван Хове родился в деревне Хейст-оп-ден-Берг, Антверпен, Бельгия. Его отец был аптекарем. В 11 лет ван Хове был отдан в частную школу, где увлекся театром, играя и помогая в постановке пьес в театральной студии. После школы по настоянию родителей поступил на юридический факультет, но бросил его ради Школы искусств в Антверпене, где он сделал первые шаги в режиссуре. В 1981 году он поставил свой дебютный спектакль, скорее похожий на перформанс, по пьесе «Слухи» собственного сочинения. Впоследствии он поставил ещё несколько своих пьес, а также увлекся адаптированием классических фильмов для театра.

## Карьера
С 1990 по 2000 год он возглавлял различные театральные компании Бельгии и Нидерландов. С 2001 года является художественным руководителем Toneelgroep Amsterdam — крупнейшего репертуарного театра Голландии. За годы работы он прославился своим авангардным видением и постановками таких пьес, как «Три сестры» (2002), «Гедда Габлер» (2005), «Ангелы в Америке» (2007), «Дети солнца» (2010), «Долгий день уходит в ночь» (2013), «Мария Стюарт» (2014) и многих других. С 1998 по 2004 год он был главным постановщиком Голландского фестиваля, на котором ежегодно представляются спектакли, оперные и балетные постановки со всего мира.
Помимо работы в голландском театре ван Хове активно ставит на сценах разных стран мира. Постановки ван Хове были показаны на Эдинбургском фестивале, Венецианском биеннале, Венском музыкальном фестивале. Начиная с 2000 года регулярно ставил спектакли во вне-бродвейском театре New York Theatre Workshop. В 2006—2008 годах во Фламандской опере режиссер поставил полный цикл «Кольцо нибелунга» Рихарда Вагнера. В 2012 году ван Хове ставит «Макбета» Дж. Верди в Лионской национальной опере, в 2013 году — «Мазепу» П. И. Чайковского в Комише опер в Берлине.
В 2014 году состоялся дебют Иво ван Хове в Вест-Энде, где он представил новый взгляд на пьесу Артура Миллера «Вид с моста». Постановка театров Янг-Вик и Уиндхемс получила отличные отзывы и завоевала премию Лоренса Оливье за лучший возобновленный спектакль. Ван Хове получил Премию Оливье в номинации «Лучший режиссёр», а также Премию сообщества театральных критиков в аналогичной номинации. В 2016 году «Вид с моста» был показан в бродвейском театре «Лицеум», где также был оценен по заслугам, подарив режиссеру Тони и номинацию на премию Драма Деск. Постановка также выиграла в номинации «Лучшая возрожденная пьеса», победив в том числе другую постановку ван Хове «Суровое испытание» (Артур Миллер).
Осенью 2016 года совместно с труппой Комеди-Франсез Ван Хове представил театральную адаптацию фильма Лукино Висконти «Гибель богов» на сцене Папского дворца в Авиньоне, что стало первым возвращением парижского театра на эту сцену за 23 года. Позже Иво ван Хове поставил в Национальном театре Великобритании «Гедду Габлер» с Рут Уилсон в заглавной роли. Спектакль был номинирован на премию Лоренса Оливье за лучший возрожденный спектакль, но проиграл «Йерме» театра Янг-Вик. В апреле 2017 года в лондонском театре Барбикан стартовала в ограниченном показе постановка «Одержимость» по фильму Лукино Висконти (в главные роли — Джуд Лоу).
Летом 2018 года Иво ван Хове выступил режиссером постановки «Бориса Годунова» М. П. Мусоргского в Парижской опере (в заглавные роли — Ильдар Абдразаков).
В июле 2018 года было объявлено, что Ван Хове поставит на Бродвее новую версию «Вестсайдской истории», которая станет первой профессиональной постановкой этого мюзикла с момента его премьеры в 1957 году, которая не будет использовать оригинальную хореографию Джерома Робинса. Вместо этого новую танцевальную часть для мюзикла сделает бельгийский хореограф Анна Тереза Де Кеерсмакер. Премьера состоится в декабре 2019 года.
В феврале 2019 года в лондонском театре Ноэла Кауарда стартовала постановка ван Хове «Всё о Еве» — сценическая адаптация одноимённого фильма классической эры Голливуда. Главную роль возрастной актрисы Марго Ченнинг исполняет Джиллиан Андерсон, а роль её молодой поклонницы Евы досталась Лили Джеймс. Музыку к спектаклю написала Пи Джей Харви.

## Личная жизнь
Иво ван Хове — открытый гей. Его многолетний партнёр по жизни и по театру — дизайнер, художник по декорациям, в том числе практически ко всем спектаклям ван Хове, Йан Версвейвельд. Они познакомились в конце 1970-х годов в Школе искусств Антверпена. Версвейвельд помогал партнёру собирать деньги на первые постановки в 1980-х годах.

## Награды
- 2016 год — командор Ордена Короны[17].